# شاهزاده‌نشین جلیل
شاهزاده‌نشین جلیل یکی از ۴ شاهزاده‌نشین اصلی دولت‌های صلیبی و پادشاهی اورشلیم بود. براساس گفته جان ابلین، مرکز این شاهزاده‌نشین طبریه در جلیل بوده است. این شاهزاده‌نشین واسال‌هایی نیز اشته است: ارباب‌نشین بیروت، ناصره و حیفا.
این شاهزاده‌نشین در سال ۱۰۹۹ زمانی که طبریه، حیفا و بیت‌شئان به تانکرد داده شد، شکل گرفت. در سال ۱۱۰۱، بالدوین یکم قدرت و قلمروی تانکرد با اهدا حیفا به شخص دیگری محدود کرد. پس از آن تانکرد مجبور با تسلیم‌کردن شاهزاده‌نشین شد تا خود به عنوان نایب‌السلطنه به انطاکیه رود. این شاهزاده‌نشین پس از آن مبدل به یکی از تیول‌های خاندان‌های سنت. اومر، مونت‌فاکون و بورس شد. این شاهزاده‌نشین توسط صلاح‌الدین ایوبی در سال ۱۱۸۷ نابود شد اما عنوان آن تا مدت‌ّها همچنان مورد استفاده قرار می‌گرفت. با این حال این شاهزاده‌نشین مدت کوتاهی پس از جنگ صلیبی بارونی احیا شد.

## شاهزادگان جلیل
- تانکرد (۱۰۹۹–۱۱۰۱)
- هیو مونت‌فاکون (۱۱۰۱–۱۱۰۶)
- ژروز د بازوش (۱۱۰۶–۱۱۰۸)
- تانکرد، مجدداً(۱۱۰۹–۱۱۱۲)
- ژوسلین یکم کورتنی (۱۱۱۲–۱۱۱۹)
- ویلیام یکم بورس (۱۱۲۰–۱۱۴۱)
- الیناند (۱۱۴۲–۱۱۴۸)
- ویلیام دوم بورس (۱۱۴۸–۱۱۵۸)
- گاتیر سنت. اومر (۱۱۵۹–۱۱۷۱)، همسر نخست اشیوا بورس
- ریمون سوم طرابلس (۱۱۷۴–۱۱۸۷) همسر دوم اشیوا
- هیو دوم سنت. اومر (۱۱۸۷–۱۲۰۴)
- رائول سنت. اومر (۱۲۰۴–۱۲۱۹)
- اشیوا سنت. اومر (۱۲۱۹–بعد از ۱۲۶۵)
- بالین ابلین
- بوهموند لوزینیان (ح. ۱۲۸۰)
- گی لوزینیان (ح. ۱۳۲۰–۱۳۴۳)
- هیو لوزینیان (۱۳۳۴–۱۳۸۶)
- جان بریه
- هنری لوزینیان (؟–۱۴۲۷)
- فیلیپ لوزینیان (؟– ۱۴۶۶)